# Sara Wahedi
Sara Wahedi (Afeganistão, 1995) é uma empresária afegã-canadense.

## Biografia
Nasceu no Afeganistão mas, em 2000, sua família mudou-se para o Canadá. Um dos seus primeiros trabalhos foi como especialista em desenvolvimento social no Posto do Presidente do Afeganistão, durante dois anos.
Em 2018, fundou o aplicativo Ehtesab com suas economias de 2.500 dólares, que recebeu um investimento de 40.000 dólares da Netlinks, em 2019. O aplicativo luta contra a desinformação informando em tempo real sobre segurança, energia e trânsito de Cabul. Foi especialmente útil para a população em 2021, durante os bombardeios, os controles de estrada e os ataques envolvidos no regresso dos Talibãs ao poder. A empresa tinha 20 trabalhadores em 2021. Em 2022, o aplicativo ainda funcionava, mas sofreu dificuldades por conta dos cortes no fornecimento tanto de luz quanto de internet. Ela trabalhava de Nova Iorque e a maioria dos trabalhadores dedicados à verificação de dados tinham fugido do Afeganistão.

## Reconhecimentos
Em 2021, a revista TIME a incluiu na lista de Líderes da próxima geração e a BBC na lista das mulheres mais inspiradoras do mundo. Em 2022, está se formando na Universidade de Colúmbia, onde estuda Direitos Humanos e Ciência de Dados.